# راي باترسون (مخرج)
راي باترسون (بالإنجليزية: Ray Patterson)‏ هو رسام رسوم متحركة وكاتب سيناريو ومنتج أفلام ومخرج أمريكي، ولد في 23 نوفمبر 1911 في هوليوود في الولايات المتحدة، وتوفي في 30 ديسمبر 2001 في إنسينو ‏ في الولايات المتحدة.

## وصلات خارجية
- راي باترسون على موقع IMDb (الإنجليزية)
- راي باترسون على موقع ألو سيني (الفرنسية)
- راي باترسون على موقع أول موفي (الإنجليزية)
- راي باترسون على موقع قاعدة بيانات الأفلام السويدية (السويدية)
- راي باترسون على موقع قاعدة بيانات الفيلم (الإنجليزية)
- راي باترسون على موقع كينوبويسك (الروسية)